# Logny-lès-Aubenton
Logny-lès-Aubenton é uma comuna francesa na região administrativa de Altos da França, no departamento de Aisne. Estende-se por uma área de 8,15 km². Em 2010 a comuna tinha 77 habitantes (densidade: 9,4 hab./km²).